# Biserica „Sfinții Arhangheli Mihail și Gavriil” din Buciușca
Biserica „Sf. Arhangheli Mihail și Gavriil” este o biserică amplasată în Buciușca, raionul Rezina, Republica Moldova. Este un monument arhitectural de importanță națională inclus în Registrul monumentelor Republicii Moldova ocrotite de stat cu nr. 1832.1 (raionul Rezina). Datează din 1913-1916.